# 紅長鱸
紅長鱸，為輻鰭魚綱鱸形目鱸亞目鮨科的其中一種，分布於西大西洋區，從美國佛羅里達州至南美洲北部海域，棲息深度3-45公尺，體長可達10公分，生活在珊瑚礁區，為底棲性魚類，屬肉食性，可作為觀賞魚。

## 擴展閱讀
- 紅長鱸的图片 （页面存档备份，存于）